# Cedrela angustifolia
Cedrela angustifolia là một loài thực vật có hoa trong họ Meliaceae. Loài này được DC. mô tả khoa học đầu tiên năm 1824.